# Вулиця Професорська (Львів)
Ву́лиця Профе́сорська — вулиця у Галицькому районі міста Львова, в місцевості Новий Світ. Сполучає вулиці Бандери та Устияновича.

## Історія та назва
Станом на 1739 рік разом із сучасною Бібліотечною вже відома під назвою вулиці Марії Маґдалини, бо проходила за однойменним костелом. Від 1895 року — вулиця Нікоровича, на честь польського композитора Юзефа Нікоровича. На часі німецької окупації, від листопада 1941 року — Бібліотекштрассе, назва походить від розташування на цій вулиці бібліотеки Львівської політехніки. У липні 1944 року повернена передвоєнна назва. Сучасна назва — з 1946 року.

## Забудова
Вся забудова вулиці Професорської здійснена у стилі класицизму. Більшість будинків внесено до реєстру пам'яток архітектури місцевого значення.
№ 1 — будівля науково-технічної бібліотеки Національного університету «Львівська політехніка» споруджена у 1929—1934 роках за проєктом професора Львівської Політехніки, архітектора Тадея Обмінського у стилі неокласицизм початку XX століття.
№ 1а — будівля інституту інженерної механіки та транспорту Національного університету «Львівська політехніка» (14-й навчальний корпус) споруджена у XVII столітті, як чернечі келії домініканського монастиря святої Марії Магдалини. Після «йосифінської касати» 1783 року в монастирі влаштували жіночу в'язницю, яка перестала функціювати лише 1922 року. У 1920-х роках монастир реставровано під керівництвом професора політехніки Владислава Клімчака та проведено адаптацію для потреб львівської політехніки.
№ 2 — будівля інституту телекомунікацій, радіоелектроніки та електронної техніки Національного університету «Львівська політехніка» (11-й навчальний корпус Національного університету «Львівська політехніка»), споруджена у 1890 році для потреб 4-ї державної гімназії (у 1920—1939 роках — 4-та державна гімназія імені Яна Длуґоша).

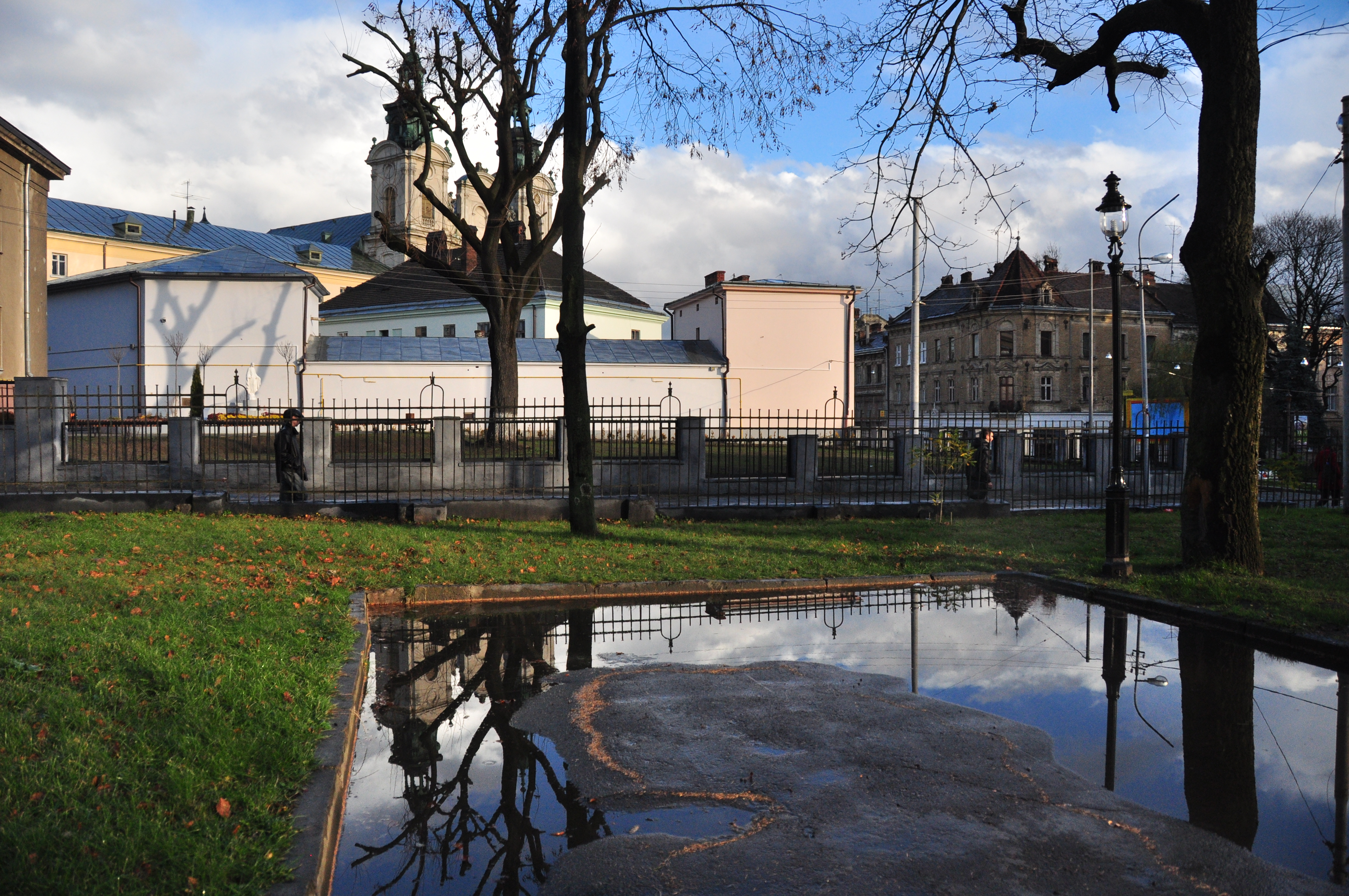
Середня частина вулиці. Вигляд з подвір'я Львівської політехніки
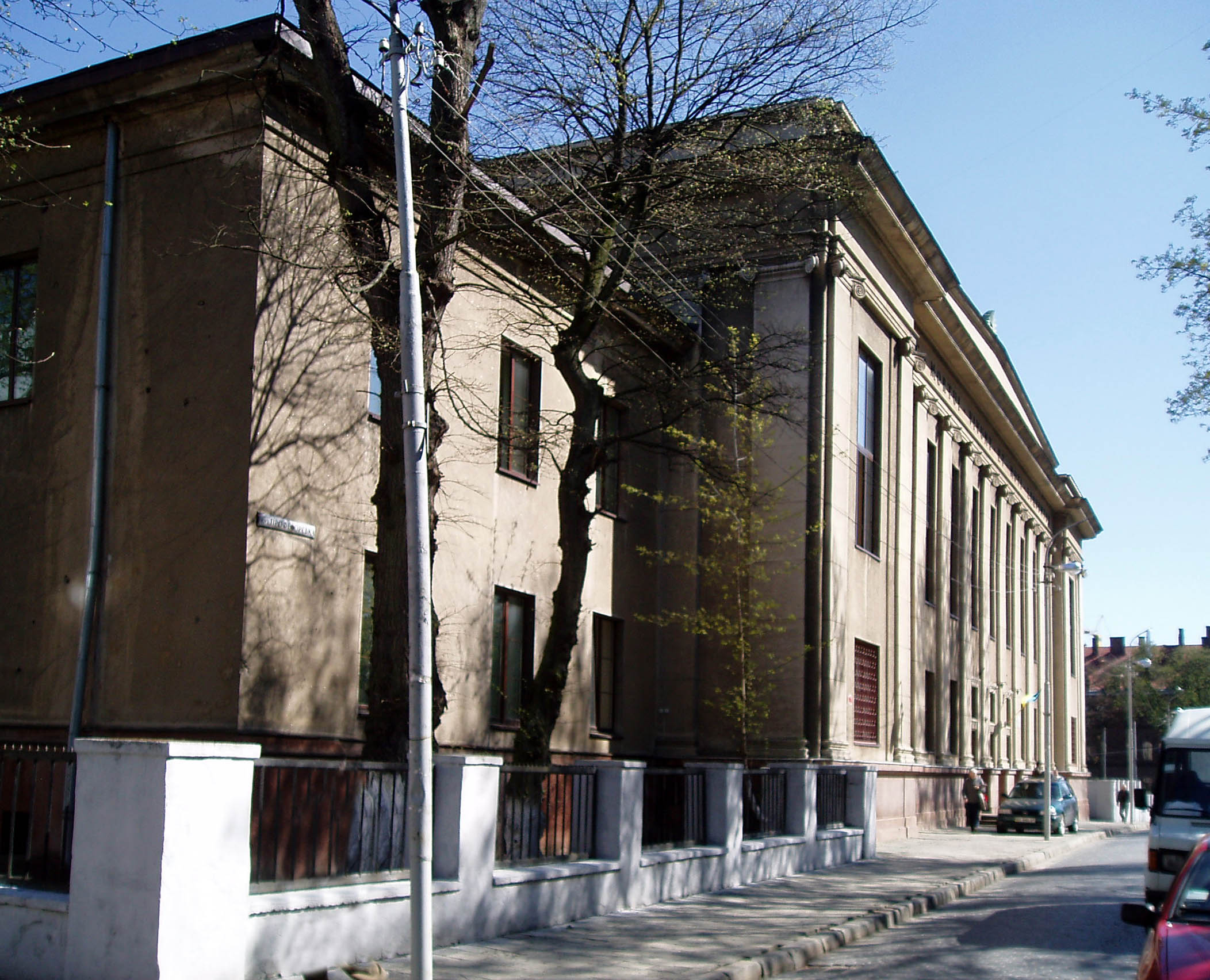
Науково-технічна бібліотека Львівської політехніки
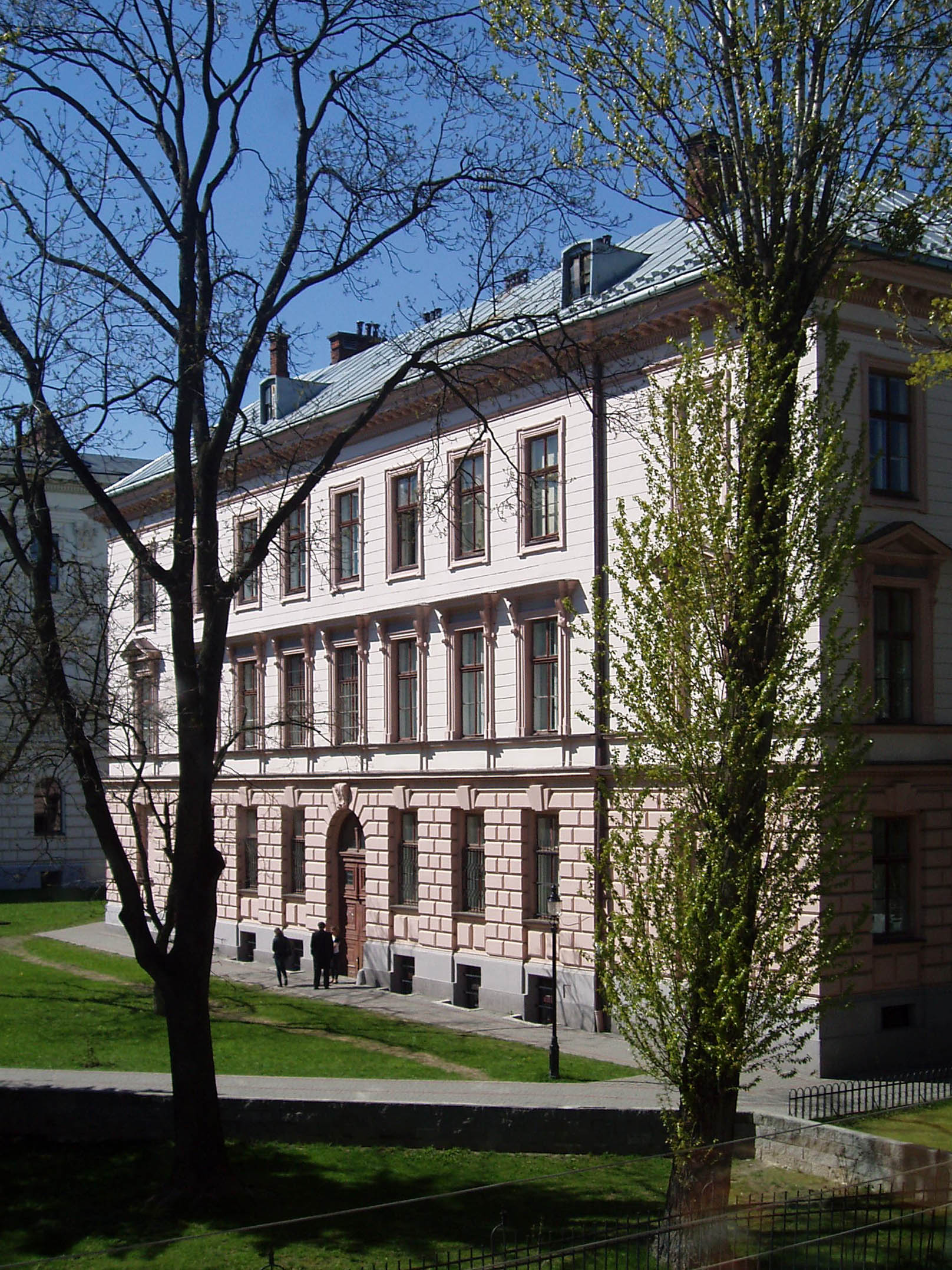
11-й корпус Львівської політехніки
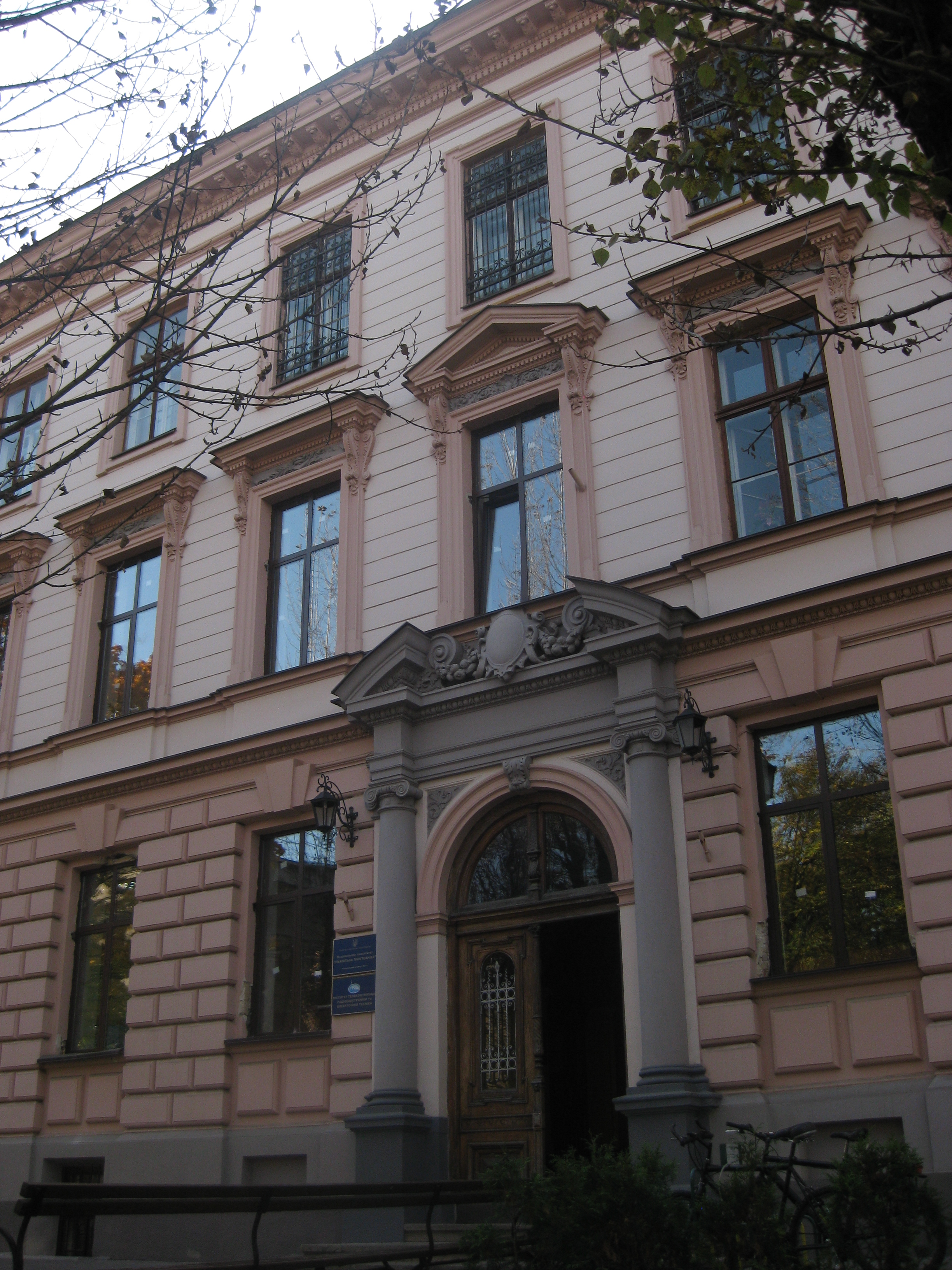
Вхід до 11-го корпусу Львівської політехніки